# بيكو كاو غراندي
بيكو كاو غراندي هي عبارة عن قصبة بركانية تقع في جزيرة ساو تومي، ساو تومي وبرينسيب. يبلغ ارتفاعها 663 متر فوق سطح البحر.